# سیارک ۱۲۲۱۹
سیارک ۱۲۲۱۹ (به انگلیسی: 12219 Grigorʹev، نامگذاری:1982SC8) دوازده هزار و دویست و نوزدهمین سیارک کشف شده‌است که در ۱۹ سپتامبر ۱۹۸۲ کشف شد.
قدر مطلق سیارک برابر ۱۹.۵ است.